# Váradpósa
Váradpósa (régebben Pósa, románul Păușa) falu Romániában, a Partiumban, Bihar megyében.

## Fekvése
Nagyváradtól délnyugatra fekvő település.

## Története
Váradpósa Árpád-kori falu. Nevét 1291–1294 között már említette oklevél in Posalaka' alakban. 
1319-ben Pausam, Pausa, 1332–1337 között Pasa, 1482-ben Pousa, 1808-ban Pósa vel Poósa h., Pausa val. 1913-ban Váradpósa néven írták. 
1291–1294 már egyháza is volt, papja ekkor 1 unciát adott a püspöknek, 1332-1337 között a pápai tizedjegyzék szerint pedig papja évi 16 garas pápai tizedet fizetett.
Pósa az Árpád-korban egy örökös nélkül elhalt ember birtoka volt, melyet Károly Róbert király 1319-ben Hontpázmány nemzetségbeli Gergely fia István királyi apródnak adott Som és Somogy nevű tartozékaival együtt. 
1851-ben Fényes Elek írta a településről: 
Bihar vármegyében, dombos és völgyes helyen, 348 óhitü, 17 római katholikus lakossal, óhitü anyatemplommal. Határa 3000 hold, ... Birják a Stépán és Györffy örökösök, Sántha, Kurányi, Meszner, Körtvélyesi és Aulich családok.
A 2002-es népszámlálás szerint 288 lakója közül 269 fő (93,4%) román, 14 (4,8%) magyar, 5 fő (1,7%) pedig szlovák nemzetiségű volt.

### Képek a görögkeleti templomról

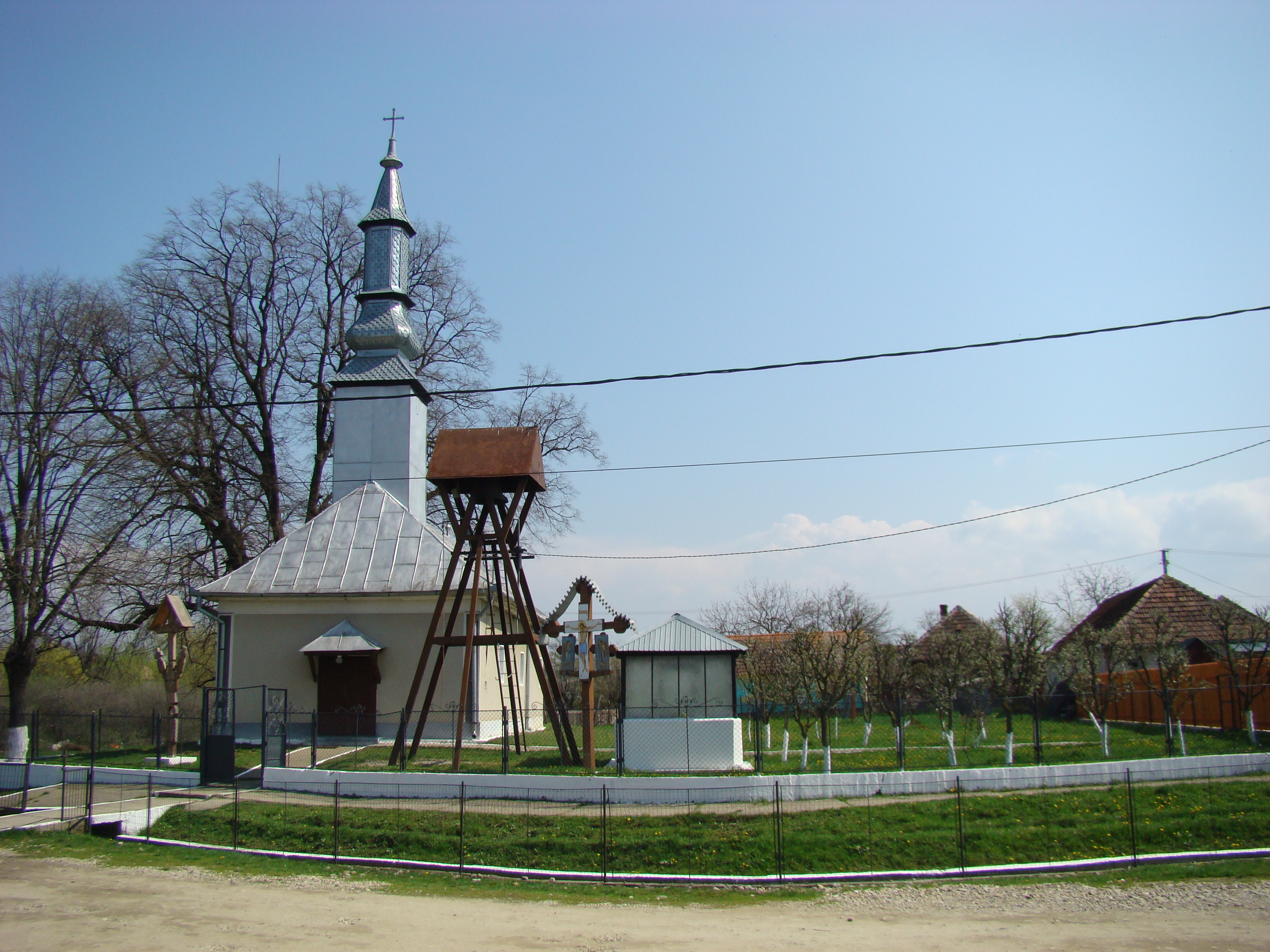
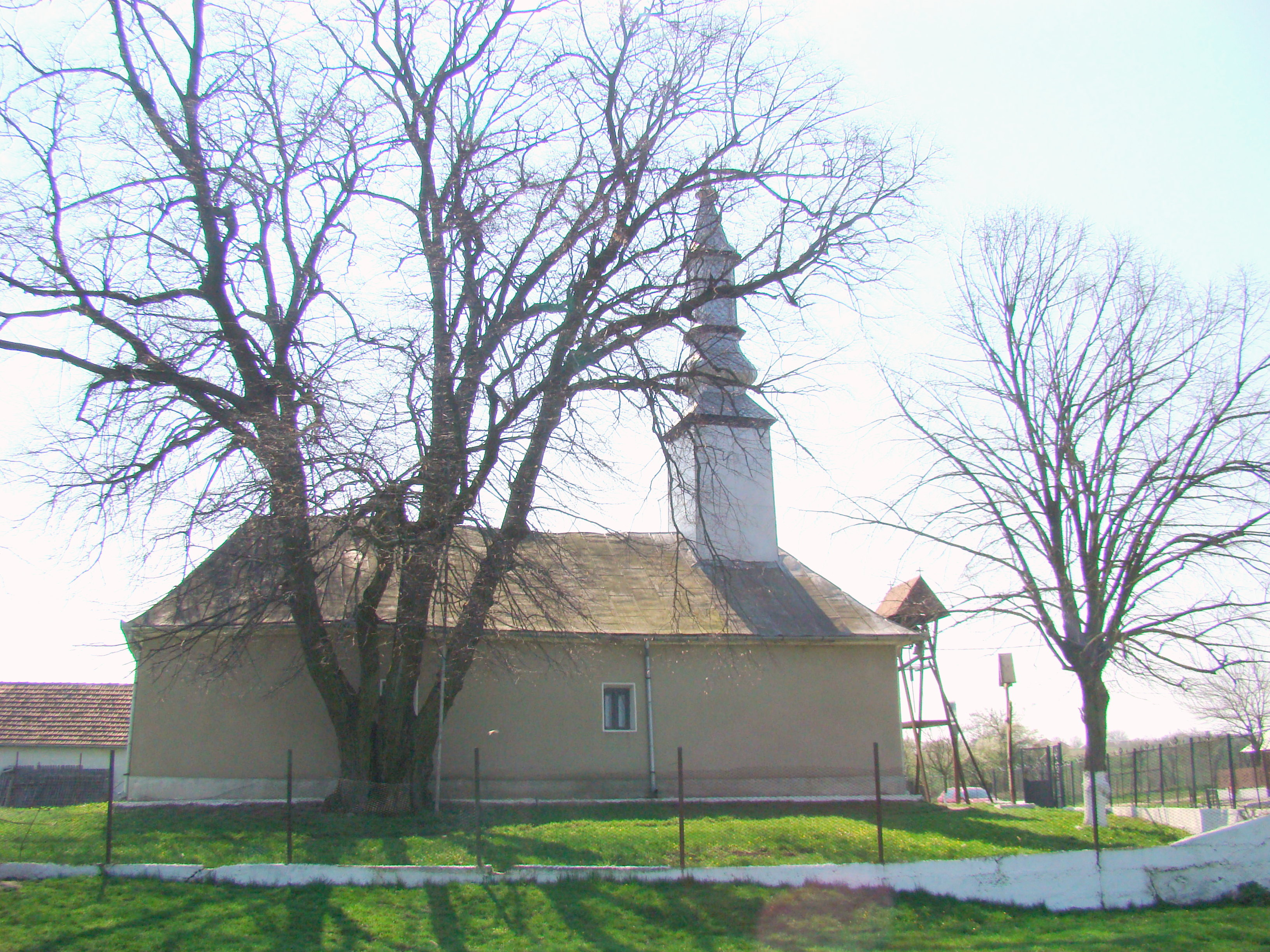
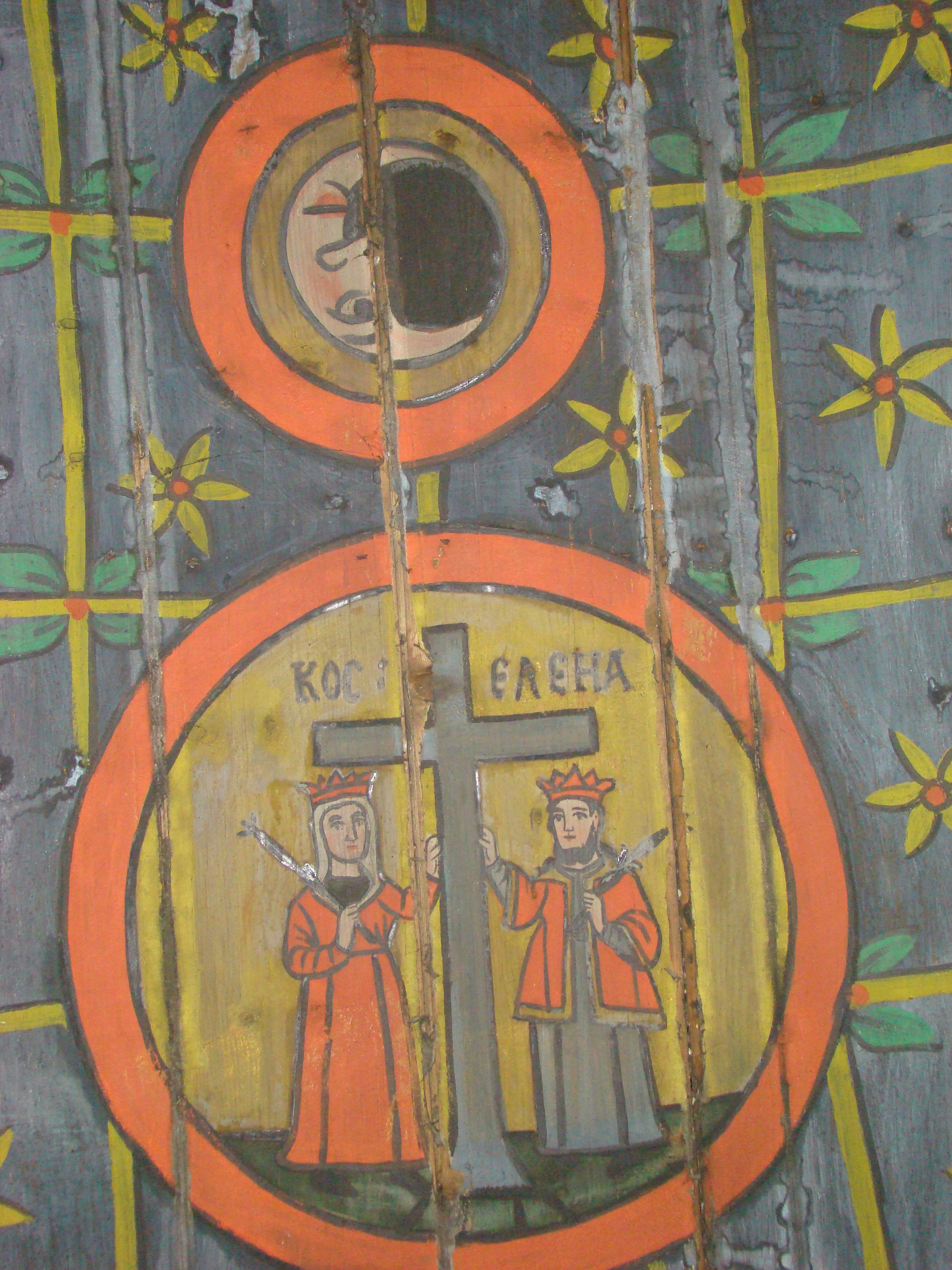
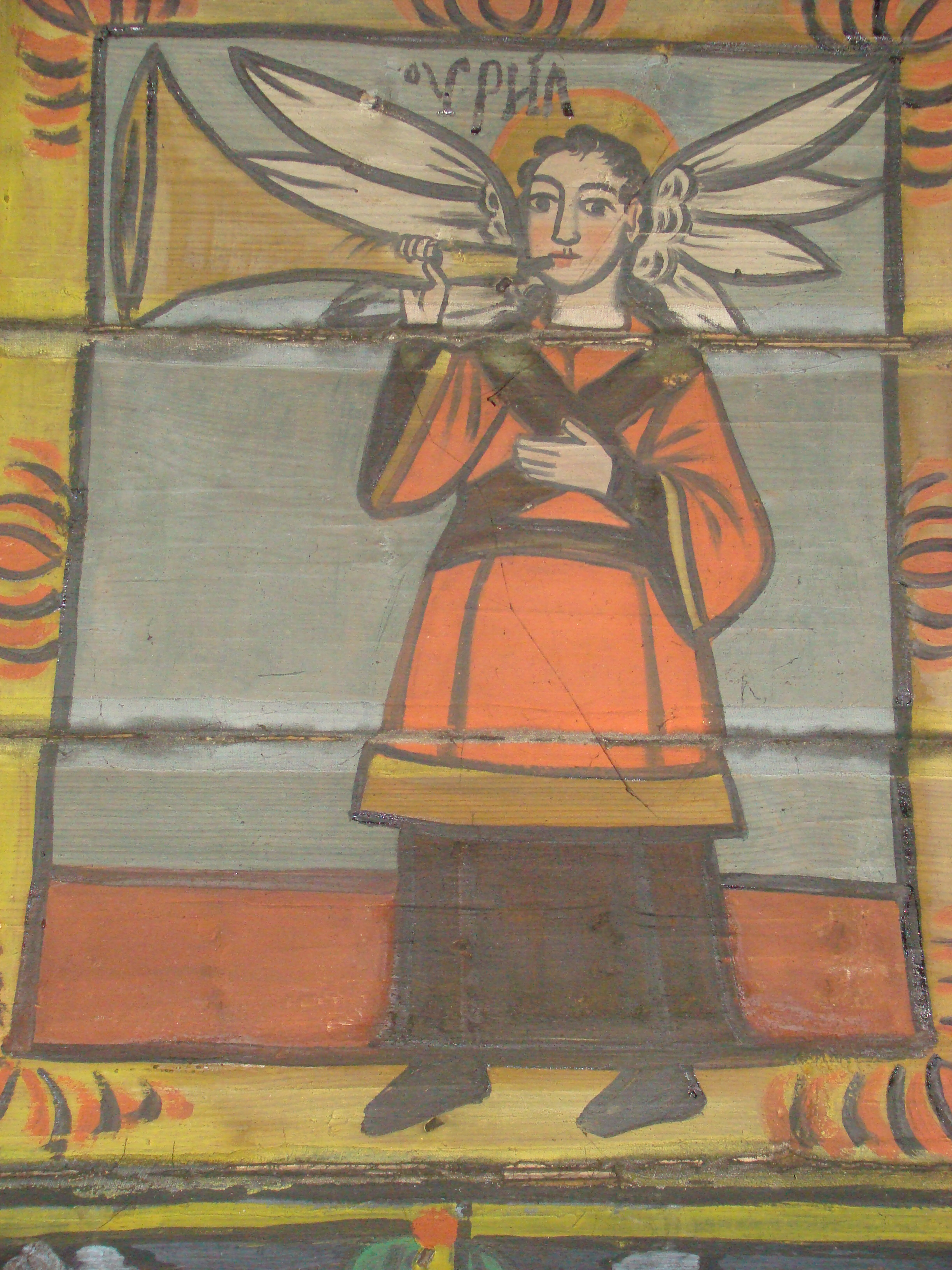
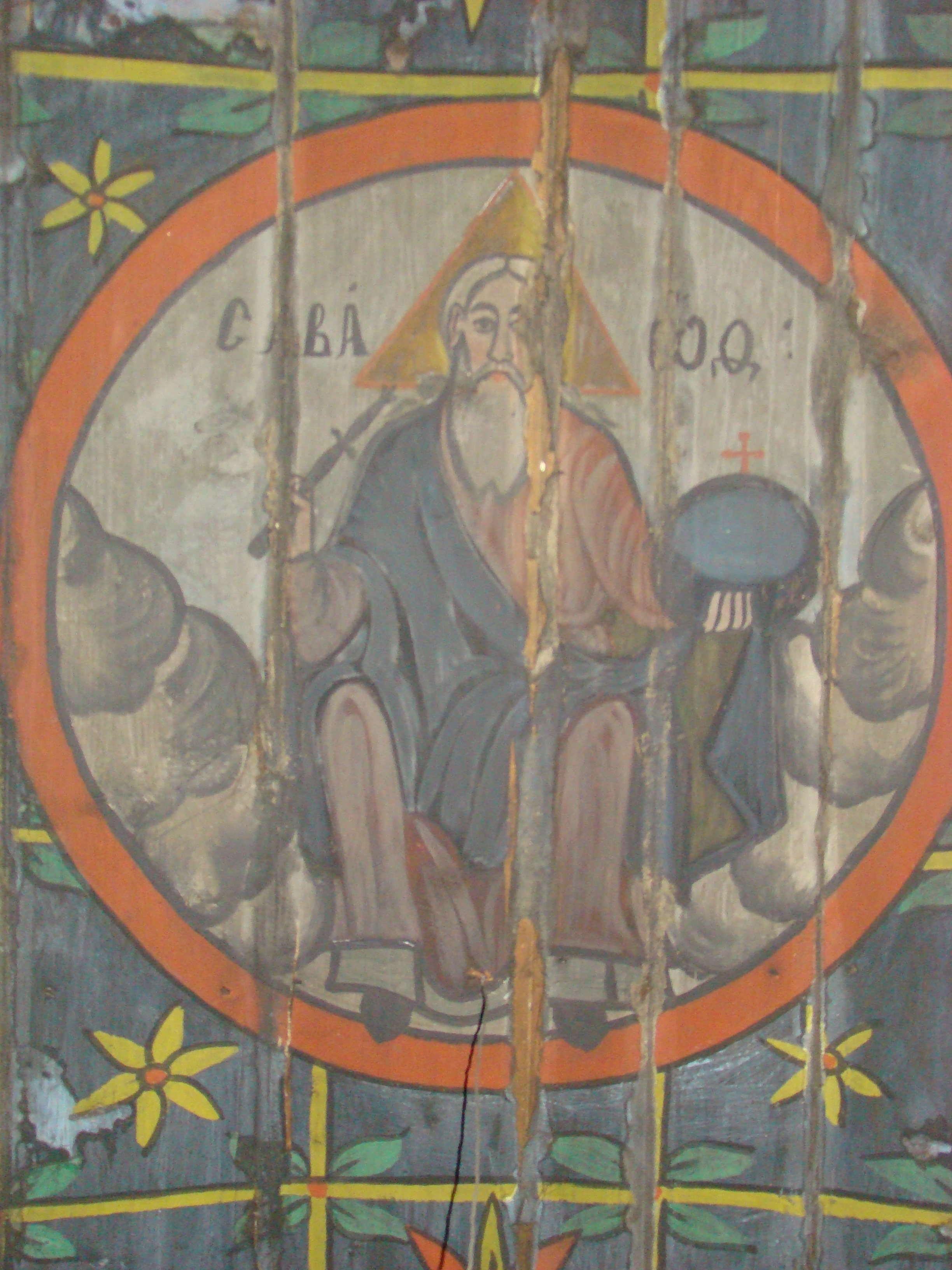
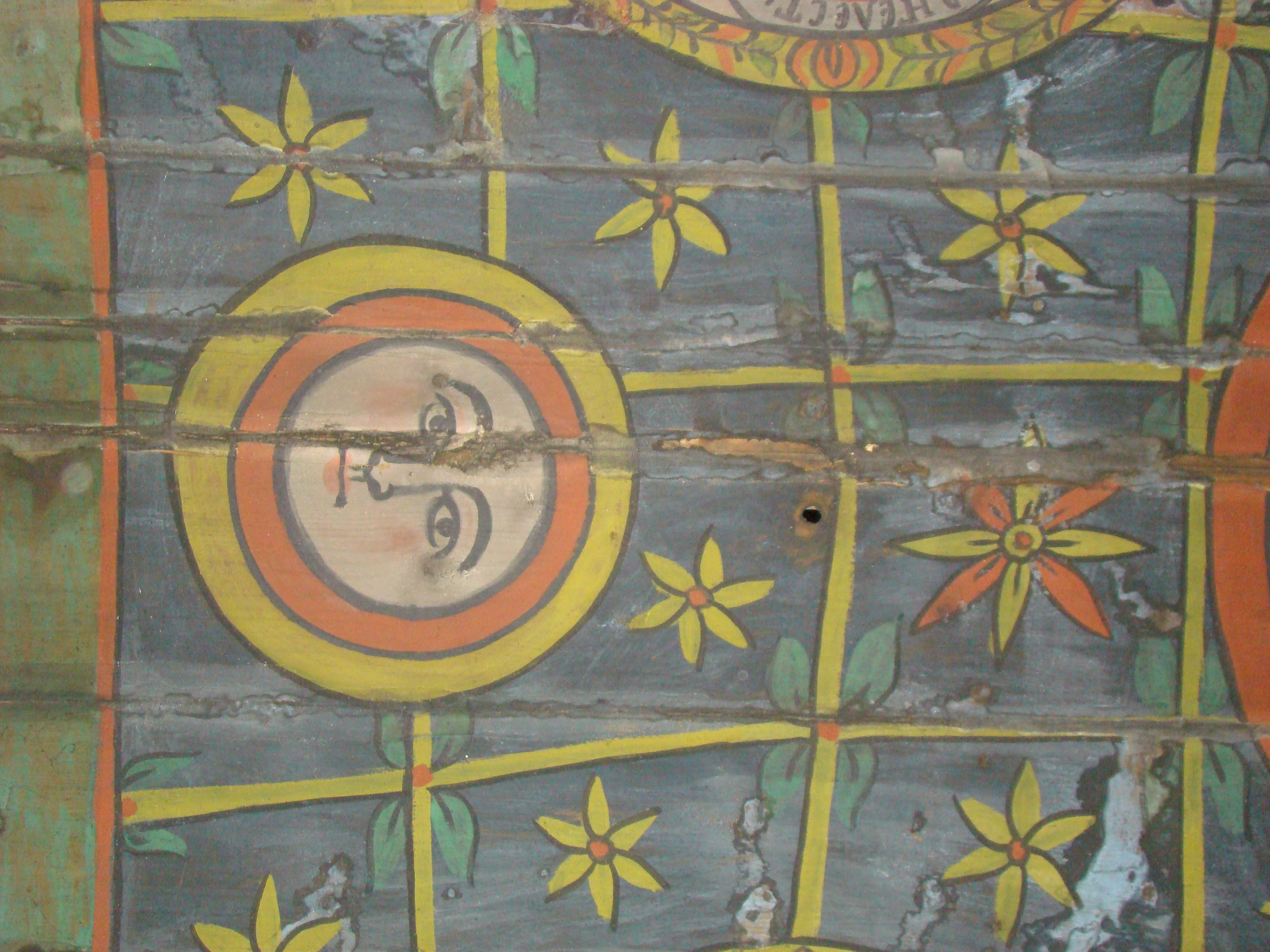
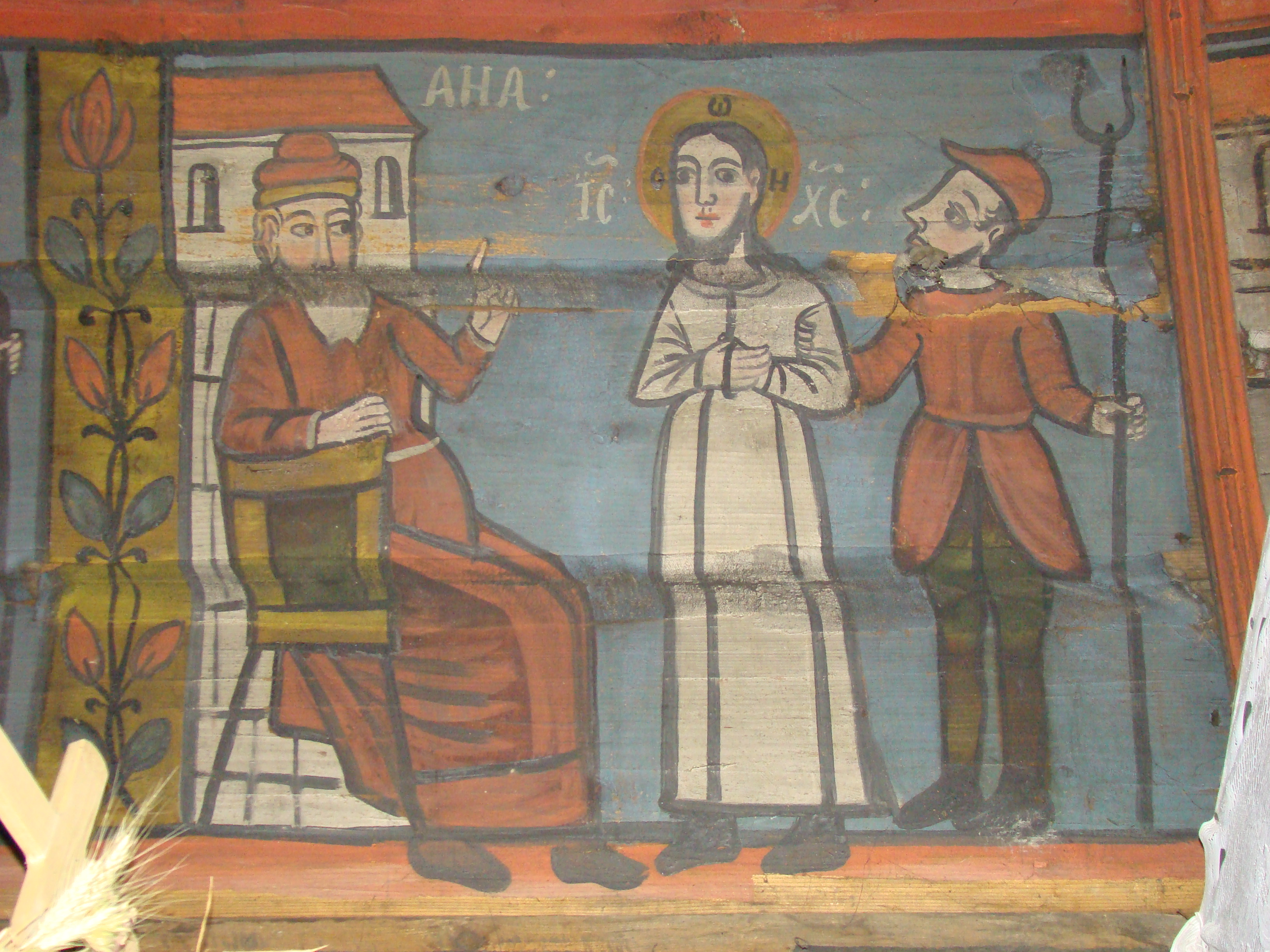
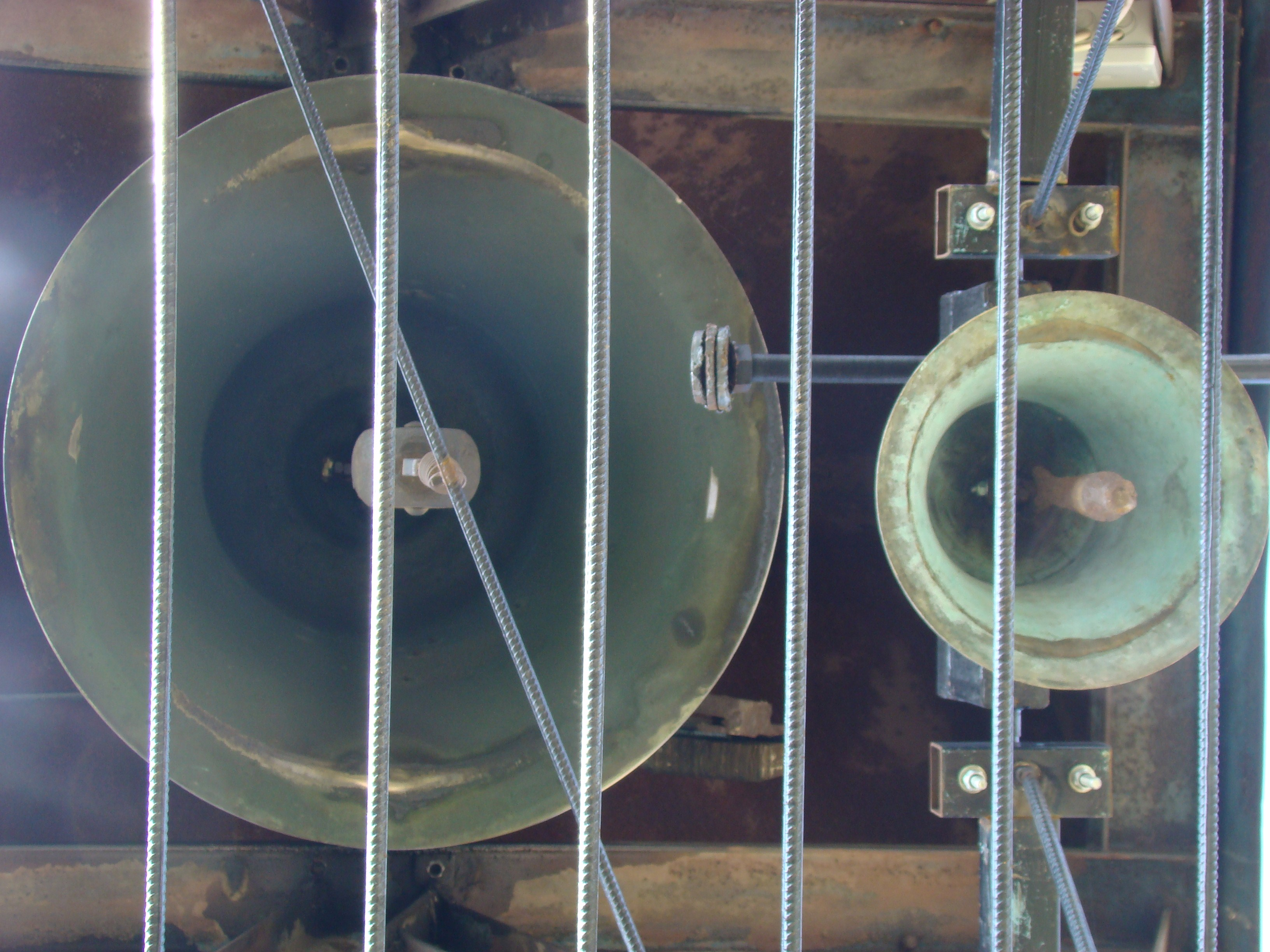

## Nevezetességek
- Görögkeleti fatemplom